# Nicolai Sinai
Nicolai Sinai (* 1976 in Hildesheim) ist ein deutscher Islamwissenschaftler.

## Leben
Sinai studierte ab 1998 Arabistik und Philosophie an der Universität Leipzig, der FU Berlin und der Universität Kairo. 2007 wurde er an der FU Berlin promoviert. Ab 2007 war er Mitarbeiter des Forschungsprojektes Corpus Coranicum – Textdokumentation und historisch-kritischer Kommentar zum Koran.
Seit 2011 lehrt Sinai Islamwissenschaft an der Universität Oxford, in Folge als Lektor, Associate Professor und Professor.
Seine Forschungsschwerpunkte sind historisch-kritische Koranforschung, islamische Koranrezeption, Philosophie und Theologie im islamischen Kulturraum.

## Schriften (Auswahl)
- Fortschreibung und Auslegung. Studien zur frühen Koraninterpretation. Zugl. Dissertation. Harrassowitz, Wiesbaden 2009, ISBN 978-3-447-05873-5.

- Die heilige Schrift des Islams. Die wichtigsten Fakten zum Koran. Herder, Freiburg 2012, ISBN 978-3-451-06512-5.

- Der Koran. Eine Einführung. Reclam, Stuttgart 2017, ISBN 978-3-15-020481-8.
- The Qur'an. A Historical-Critical Introduction. Edinburgh 2017, ISBN 978-0-7486-9576-8.
- Rain-Giver, Bone-Breaker, Score-Settler. Allāh in Pre-Quranic Poetry. New Haven 2019.
- Key Terms of the Qur'an. A Critical Dictionary. Princeton 2023, ISBN 978-0-691-24131-9.